# Tour della nazionale maschile di rugby a 15 dell'Italia 1990
Nel 1990 la nazionale italiana di rugby si recò in tour in Francia per una breve serie d'incontri tra l'ultima settimana del mese di agosto e la prima di settembre.
Il gruppo di 26 Azzurri, selezionati dal tecnico transalpino Bertrand Fourcade, partì alla volta dei territori della Francia sud-occidentale, nella regione dei Midi-Pirenei, dal 2016 sotto la regione dell'Occitania, suddivisione amministrativa di primo livello.
Durante la trasferta non furono disputati test match ufficiali per la Federazione Italiana Rugby che schierò in tutti gli incontri una formazione "XV", senza il riconoscimento del cap internazionale. L'Italia XV disputò in tutto quattro partite contro due club e due selezioni territoriali: i club FC Lourdes e Tarbes Pyrénées, e le selezioni del comitato rugbistico d'Armagnac-Bigorre (territori di Gers ed Alti Pirenei) e del comitato di Languedoc (regione Linguadoca-Rossiglione) denominata Pyrénées-Ariège.
La selezione azzurra si aggiudicò tre dei quattro match in programma tra il 28 agosto ed il 4 settembre, superando Tarbes per 19-9 e vincendo nettamente contro le due selezioni territoriali. L'unica sconfitta avvenne nella partita giocata contro Lourdes, in cui l'Italia XV cedette 20 a 25.

## Risultati
| Data             | Incontro                    | Risultato | Sede        |
| ---------------- | --------------------------- | --------- | ----------- |
| 28 agosto 1990   | Lourdes ― Italia XV         | 25-20     | Lourdes     |
| 30 agosto 1990   | Tarbes ― Italia XV          | 9-19      | Tarbes      |
| 2 settembre 1990 | Armagnac ― Italia XV        | 14-46     | Maubourguet |
| 4 settembre 1990 | Pyrénées-Ariège ― Italia XV | 9-31      | Foix        |